# Żółwik

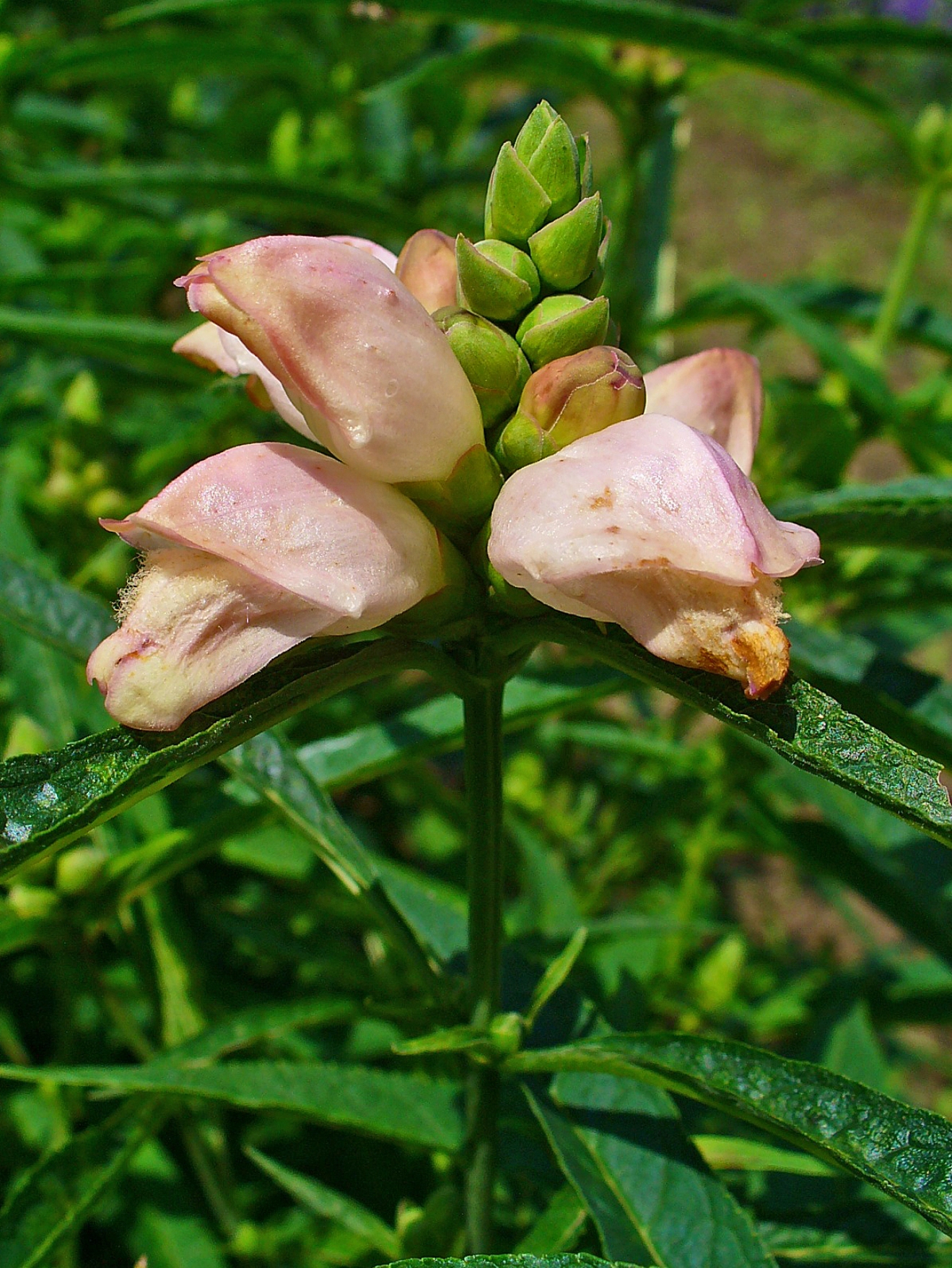
Żółwik nagi

Żółwik (Chelone L.) – rodzaj roślin z rodziny babkowatych (w systemach XX-wiecznych tradycyjnie włączany do trędownikowatych). Obejmuje 5–6 gatunków pochodzących ze wschodniej i południowej części Stanów Zjednoczonych oraz z północnego Meksyku. Występują w lasach i na prerii, w miejscach wilgotnych. Gatunki z tego rodzaju to cenione byliny ozdobne, uprawiane w wielu odmianach.

## Morfologia
PokrójByliny nagie lub delikatnie omszone z pędami wyprostowanymi.
LiścieNaprzeciwległe, jajowate do lancetowatych, na brzegu ząbkowane.
KwiatySkupione w gęste kłosy na szczytach pędów. Osadzone na krótkich szypułkach otulonych przez dwa listki przykwiatowe podobne do działek kielicha. Kielich głęboko rozcięty na 5 łatek, z krótką rurką. Korona kwiatu grzbiecista w postaci rozdętej, dwuwargowej i owłosionej rurki. Górna warga rozdzielona na 2, dolna na 3 łatki. Pręcików 5, z czego 4 płodne, a jeden zredukowany w formie prątniczka, krótszego od płodnych pręcików.

## Systematyka
Rodzaj z plemienia Cheloneae z rodziny babkowatych (Plantaginaceae).
Wykaz gatunków
- Chelone caeruleum (Nutt.) Spreng.
- Chelone cuthbertii Small
- Chelone glabra L. – żółwik nagi
- Chelone lyonii Pursh
- Chelone obliqua L. – żółwik różowy

Część zaliczanych dawniej do tego rodzaju gatunków przeniesiona została do rodzaju penstemon (Penstemon Schmidel).